# Lepidothrix isidorei
A Lepidothrix isidorei a madarak osztályának verébalakúak (Passeriformes) rendjébe és a piprafélék (Pipridae) családjába tartozó faj.

## Rendszerezése
A fajt Philip Lutley Sclater angol ügyvéd és zoológus írta le 1852-ben, a Pipra nembe Pipra isidorei néven.

## Alfajai
- Lepidothrix isidorei isidorei (P. L. Sclater, 1852)
- Lepidothrix isidorei leucopygia (Hellmayr, 1903)[2]

## Előfordulása
Dél-Amerika északnyugati részén, az Andokban, Kolumbia, Ecuador és Peru területén honos. 
Természetes élőhelyei a szubtrópusi és trópusi síkvidéki és hegyi esőerdők. Állandó, nem vonuló faj.

## Megjelenése
Testhossza 7 centiméter. A nemek tollazata különbözik.
|  |

## Természetvédelmi helyzete
Az elterjedési területe még elég nagy, de az erdőirtások miatt gyorsan csökken, egyedszáma is csökken, de még nem éri el a kritikus szintet. A Természetvédelmi Világszövetség Vörös listáján nem fenyegetett fajként szerepel.